# 奥马里大清真寺
奥马里大清真寺 (阿拉伯语：‎)是一座清真寺，位于黎巴嫩贝鲁特中央区。
奥马里大清真寺原为圣约翰教堂，由十字军建于12世纪。1291年，它被马穆鲁克人改建为该市的大清真寺。该清真寺在黎巴嫩内战中受到破坏，并于2004年完成修复。

## 历史
1150年，十字军修建了原始的圣约翰教堂，供奉施洗约翰。原址是一个古罗马浴场。类似的罗马式建筑教堂在泰尔和塔尔图斯也有建造, 使用了罗马柱等回收材料。
1291年，马穆鲁克人占领了贝鲁特，将教堂改建为清真寺，以哈里發奥马尔命名，不久成为大清真寺（"Jami’ Al-Kabir"）。在1350年增加了马穆鲁克风格的入口和叫拜楼。在法国托管时期，立面进行重新设计，增加了门廊, 并将清真寺的大门纳入马拉德街的新柱廊中。
这座清真寺在黎巴嫩内战（1975-1990年）期间受到严重破坏。2004年完成了修复工程。包括一个新的柱廊庭院，在其西北角建造了第二座叫拜楼。在其下方，保留了带有罗马柱和石拱顶的古代水池。